# Tottori
Tottori (鳥取市?, Tottori-shi) è una città del Giappone, capoluogo della prefettura omonima sull'isola di Honshū. Nel 2006 la città contava circa 200 000 abitanti.

## Storia
La città fu fondata il 1º ottobre 1889.

## Monumenti e siti di interesse
Appena fuori dal centro della città si possono trovare le dune di Tottori, l'unico deserto del Giappone.

## Amministrazione

### Gemellaggi
- Kushiro, dal 4 ottobre 1963
- Himeji, dall'8 marzo 1972
- Iwakuni, dal 13 ottobre 1995
- Hanau
- Chongju